# Bismarck Veliz
Bismarck Antonio Veliz Gómez (10 settembre 1993) è un calciatore nicaraguense, centrocampista del Chinandega.

## Carriera

### Club
Ha sempre giocato nel campionato nicaraguense.

### Nazionale
Ha debuttato in Nazionale nel 2015 ed è stato successivamente convocato per la Gold Cup 2017.